# Фёдор Юрьевич (князь ржевский)
Фёдор Юрьевич (ум. 1 декабря 1348) — князь ржевский и фоминский, сын фоминского князя Юрия Юрьевича.
Фёдор находился на службе у московских князей. Согласно родословным, был предком дворянских родов Полевых и Еропкиных.

## Биография
Год рождения Фёдора неизвестен.
В 1314 году летописи указывают, что князь Фёдор Ржевский, который находился на службе у московского князя Юрия Даниловича, был послан им в Новгород сопровождать князя Афанасия Даниловича. Целью похода было изгнание из города наместников великого князя Михаила Ярославича, противника Юрия. Афанасию и Фёдору удалось занять город, где Афанасий был провозглашён князем, однако уже в следующем году великий князь Михаил Ярославич, вернувшийся из Орды, вторгся в новгородские владения и под Торжком разбил новгородцев. В качестве условия заключения мира Михаил потребовал выдать ему Афанасия и Фёдора, которые укрылись в Торжке, но в итоге удовлетворился одним Фёдором. После этого Михаил лишил Фёдора его удела.
Ряд источников идентифицируют Фёдора Ржевского с Фёдором Фёдоровичем, однако эта версия имеет хронологические проблемы. Н. Д. Квашнин-Самарин в своей книге «Исследование об истории княжества Ржевского и Фоминского» отождествил князя Фёдора Ржевского с князем Фёдором Юрьевичем.
Возможно, что Ржевским княжеством первоначально владел отец Фёдора, князь Юрий Юрьевич, который мог унаследовать Ржев после угасания правившей там линии смоленских князей. После лишения Фёдора Ржевского княжества тот сохранил только часть Фоминского княжества. Кроме того, у него были владения, находившиеся в современном Даниловском районе Ярославской области.
В дальнейшем Фёдор продолжал служить московским князьям. По мнению Квашнина-Самарина, Ржевское княжество после конфискации его у Фёдора Юрьевича было передано его двоюродному брату — Фёдору Константиновичу Меньшому, от сына которого Фёдора пошёл дворянский род Ржевских. А Фёдор Юрьевич стал наместником великого князя в Новгороде, где и умер в 1348 году. Его тело было похоронено в родовом селе Фоминское. Там во второй половине XIX века Н. А. Астровым была обнаружена памятная плита.
Внуки Фёдора лишились княжеского титула и стали родоначальниками дворянских родов Полевых и Еропкиных.

## Брак и дети
Имя жены Фёдора неизвестно. По родословным известно, что у него было 2 сына:
- Евстафий. По одной из версий, идентичен Евстафию (умер в 1360)[11], князю изборскому, а затем псковскому. По родословным имел сына Ивана Еропку, который был родоначальником дворян Еропкиных. С. Б. Веселовский высказывал предположение, что они приписались к смоленским князьям задним числом[10].
- Борис. По родословным имел сына Александра Поле, который был родоначальником дворян Полевых. С. Б. Веселовский высказывал предположение, что они приписались к смоленским князьям задним числом[10].